# 旧豊川電話装荷線輪用櫓
旧豊川電話装荷線輪用櫓（きゅうとよかわでんわそうかせんりんようやぐら）は、愛知県豊川市野口町開津11にある土木構造物。1928年（昭和3年）頃に建てられ、2007年（平成19年）に登録有形文化財に登録された。

## 歴史

### 市外電話の開通

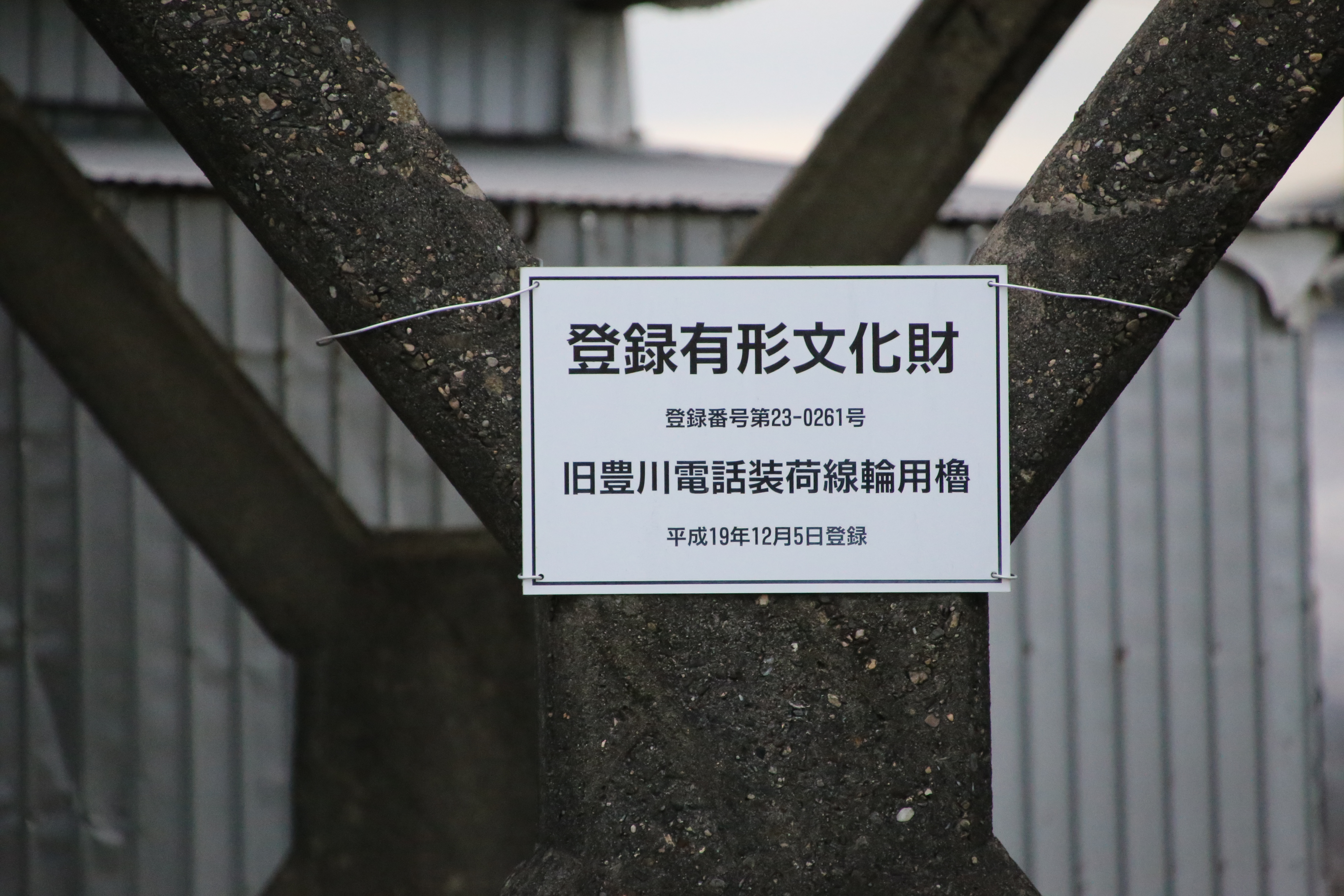
登録有形文化財プレート

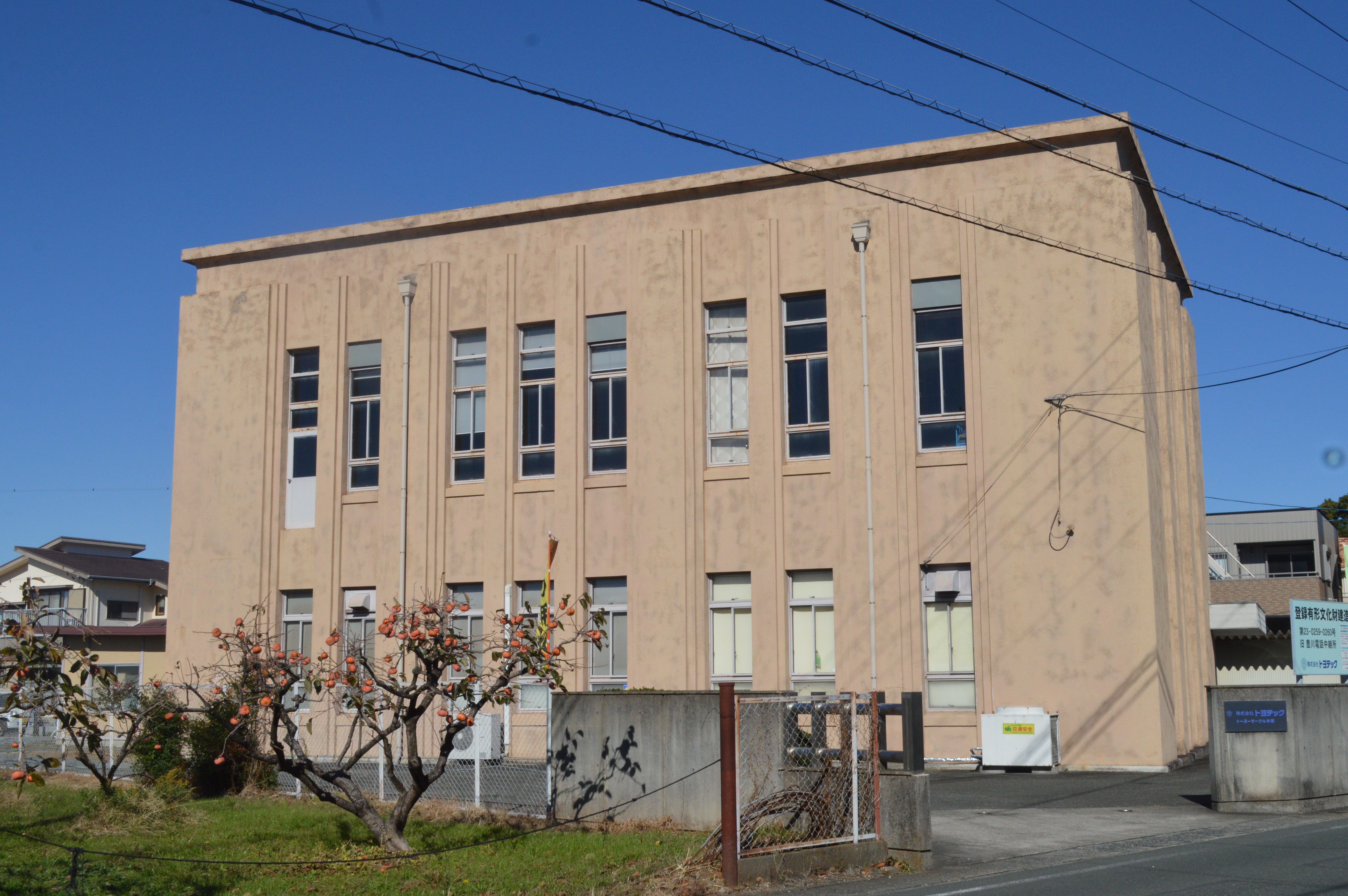
旧豊川電話中継所

1889年（明治22年）には日本において公衆向け電話が開通したが、架空に設置された裸線が用いられたため通話距離に限度があった。1928年（昭和3年）には東京市と神戸市の間に装荷長距離ケーブルを用いた市外電話が開通し、横浜、足柄、江尻、見附、豊川、名古屋、亀山、膳所、大阪の9か所に電話中継所が設置された。豊川電話中継所は1927年（昭和2年）7月1日に開所している。

### 電話装荷線輪用櫓の建設
装荷ケーブルを敷設する際には架空線と地下線が併用され、架空線においては音声電流の減衰を食い止めるために、電話中継所の間に装荷線輪（ローディングコイル）用櫓（やぐら）が建てられた。逓信省の設計による同一の櫓が多数設置されたと思われる。
見附電話中継所-豊川電話中継所間は72%、豊川電話中継所-名古屋電話中継所間は64%と、10区間の中でも架空率の高い区間だった。見附-豊川間には約21か所、豊川-名古屋間には約24か所に櫓が設置された。豊川市野口町開津にある櫓はこのうちの1か所であり、近辺では豊橋市下条東町などにも櫓が現存している。現存する櫓はいずれも電電公社から払い下げられて個人所有となっている。

### 21世紀以降の動向
2006年（平成18年）には愛知県立豊橋工業高等学校教諭の天野武弘によって、中部産業遺産研究会の『産業遺産研究』に櫓の存在が報告された。2007年（平成19年）12月5日に登録有形文化財に登録された。なお、旧豊川電話中継所もトヨテック本社社屋として現存しており、同年9月21日に登録されている。
2014年（平成26年）10月には、愛知登文会によって登録有形文化財の特別公開（後の「あいたて博」）が初めて行われたが、この際には旧豊川電話装荷線輪用櫓も特別公開を実施した。

## 構造
かつて旧豊川電話中継所から伸びていた装荷ケーブル用の施設である。装荷線輪用櫓は中継所と中継所の間に約1800メートルごとに設置されており、その間は木製の電信柱でつながれていた。
高さは6メートル。